# Белые облака
«Белые облака» (чеш. Bílá oblaka) — чехословацкий фильм 1962 года режиссёра Ладислава Хельге.
История о 13-летней девочке Зузке, которая путешествует с раненым партизаном Петером по словацким горам. Фильм основан на реальных событиях, снят по сценарию Юрая Шпитцера, через год он переделал его в одноимённую книгу, также писатель снялся в фильме в эпизодической роли.

## Сюжет
Осень 1944 года. Словацкое национальное восстание подавлено немцами, и повстанцы отступили в горы. Советский отряд во главе с Козачуком проходит через поселение, удерживаемое словацкими партизанами во главе с командиром Рептой, русские передают словакам спасённую ими тринадцатилетнюю девочку Зузку. Вскоре немцы наносят удар по партизанскому отряду. Питер, единственный из прикрывавших отход отряда из села, выживает, тяжело раненный. Зузка, забытая всеми в пылу битвы, находит его и прячет. Когда он поправится настолько, что сможет ходить, они вместе идут в горы, чтобы найти своих. Они сталкиваются с различными ловушками и с помощью местных жителей выживают в этих суровых краях. В итоге они находят отряд Репты. Отряд устраивает засаду на немцев, пряча Зузку в стог сена. Но когда начинается бой Зузка пугается и выбегает из стога и её убивает один из немцев. После боя Питер забирает тело Зузски, а над ними плывут озаряемые солнцем облака.

## В ролях
- Иван Мистрик — партизан Петр
- Вера Вайшова — Зузка
- Эмилия Дошекова — деревенская женщина Йоланка
- Душан Блашкович — Репта, словацкий партизанский командир
- Владо Мюллер — Козачук, русский партизанский командир
- Ондрей Яриабек — деревенский житель с тележкой
- Вацлав Логниский — крестьянин
- Фрида Бахлетова — старушка
- Штефан Адамец — партизан Яворек
- Юлиус Вашек — партизан
- Вацлав Матейка — партизан
- Юрай Шпитцер — бородач

Закадровый текст читает Ладислав Худик